# (3463) Kaokuen
(3463) Kaokuen (1981 XJ2) – planetoida z pasa głównego asteroid okrążająca Słońce w ciągu 3,83 lat w średniej odległości 2,45 j.a. Została odkryta w Obserwatorium Astronomicznym Zijinshan 3 grudnia 1981 roku.